# Gottfried Kümmell

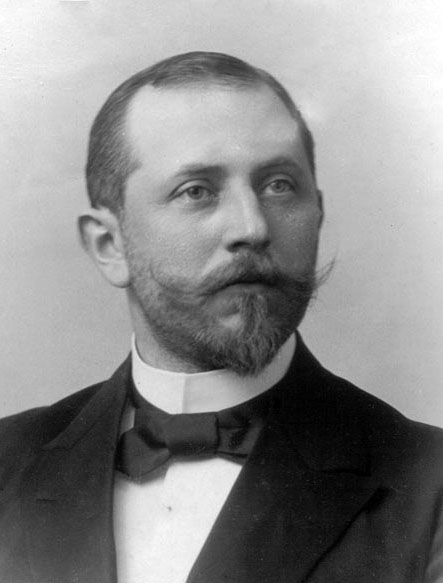
Gottfried Kümmell

Gottfried Kümmell (* 25. März 1866 in Aue (Wanfried); † 17. Juli 1922 in Rostock) war ein deutscher Professor für Physikalische Chemie. 

## Leben
Gottfried Kümmell legte 1884 das Abitur in Kassel ab und studierte anschließend an den Universitäten Bonn, Marburg, Berlin und Leipzig. 1888 promovierte er an der Marburger Universität zum Thema Magnetische Curven um einen Rommershausen'schen Elektromagneten. Von 1892 bis 1894 war Kümmell Assistent am Leipziger Physikalischen Institut, von 1896 bis 1899 Assistent am Physikalischen Institut der Georg-August-Universität Göttingen. 1899 wurde er an der Universität Rostock habilitiert und wurde Privatdozent; ab 1921 bekam er eine außerordentliche Professur.
Von 1912 bis zu seinem Tod 1922 war er Leiter der Luftwarte Rostock. Er war maßgeblich an den Planungen zum Aufbau der Luftwarte beteiligt.

## Werke
- Photochemie, B. G. Teubner Verlag, Leipzig, 1908